# 1999 en astronautique
Chronologie de l'astronautique
- 1995
- 1996
- 1997
- 1998
- 1999
- 2000
- 2001
- 2002
- 2003

Cette page présente une chronologie des événements qui se sont produits pendant l'année 1999 dans le domaine de l'astronautique.

## Synthèse de l'année 1999

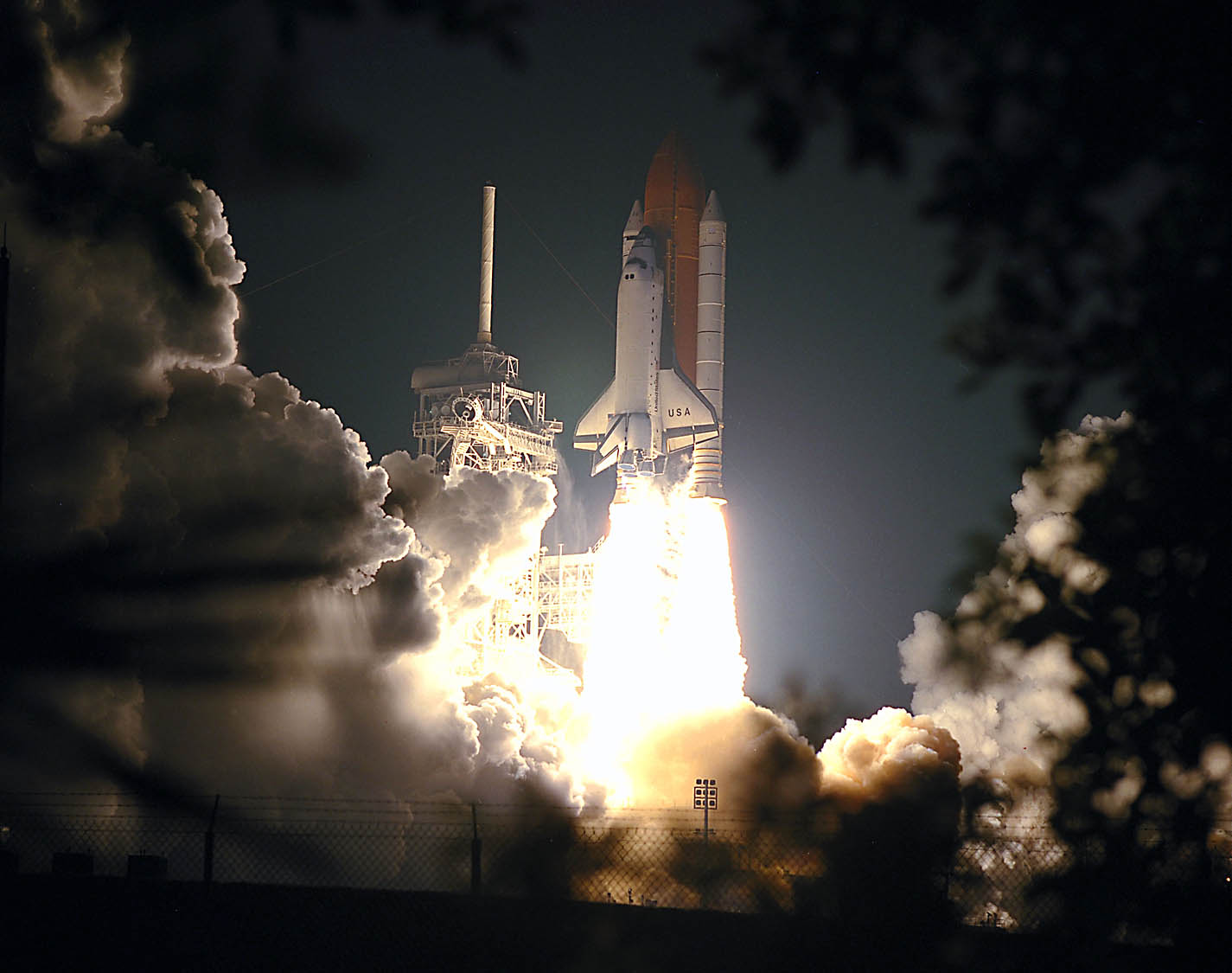
Lancement de la mission STS-93 chargée de placer en orbite l'observatoire rayons X Chandra X.

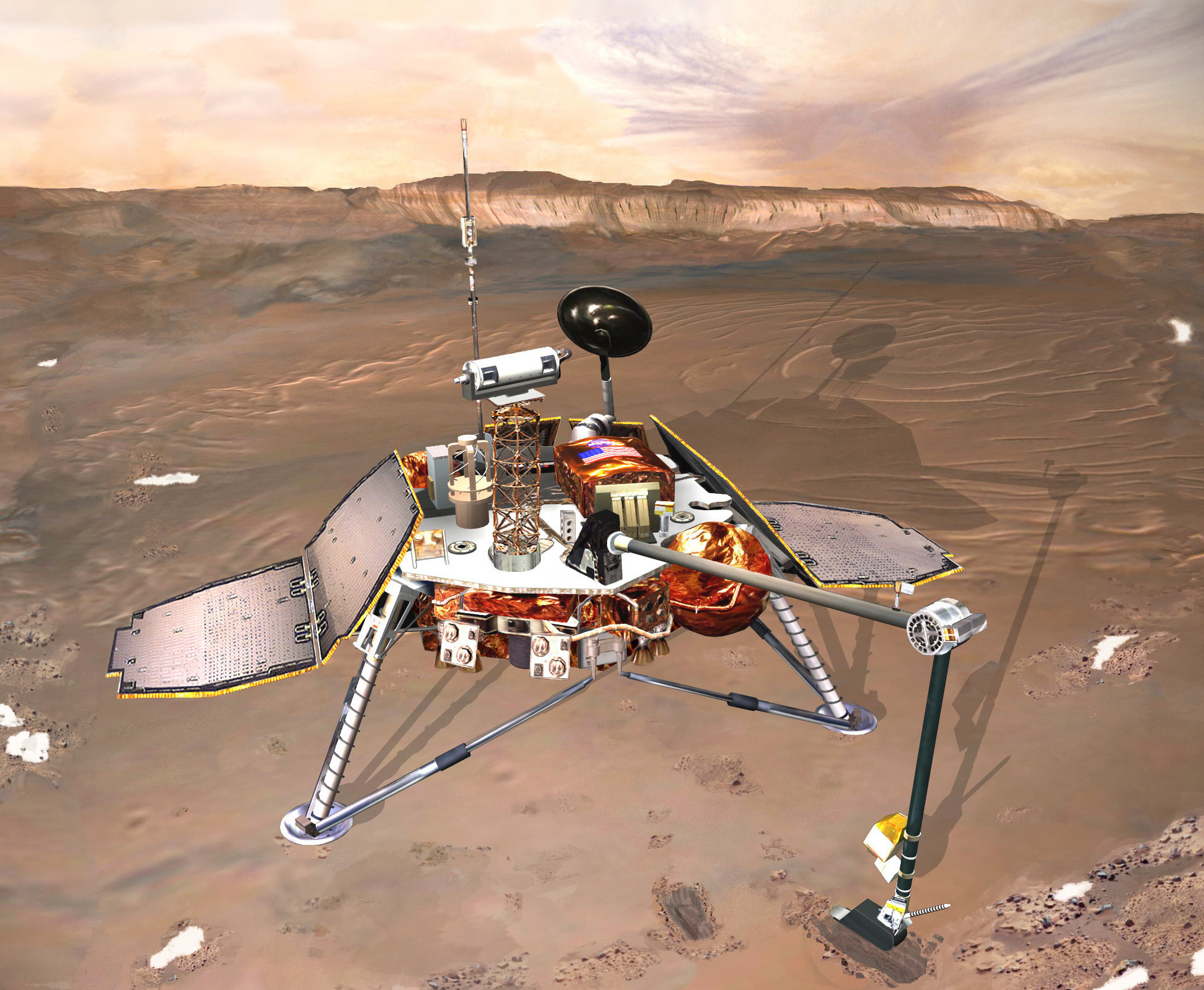
Mars Polar Lander (vue d'artiste).

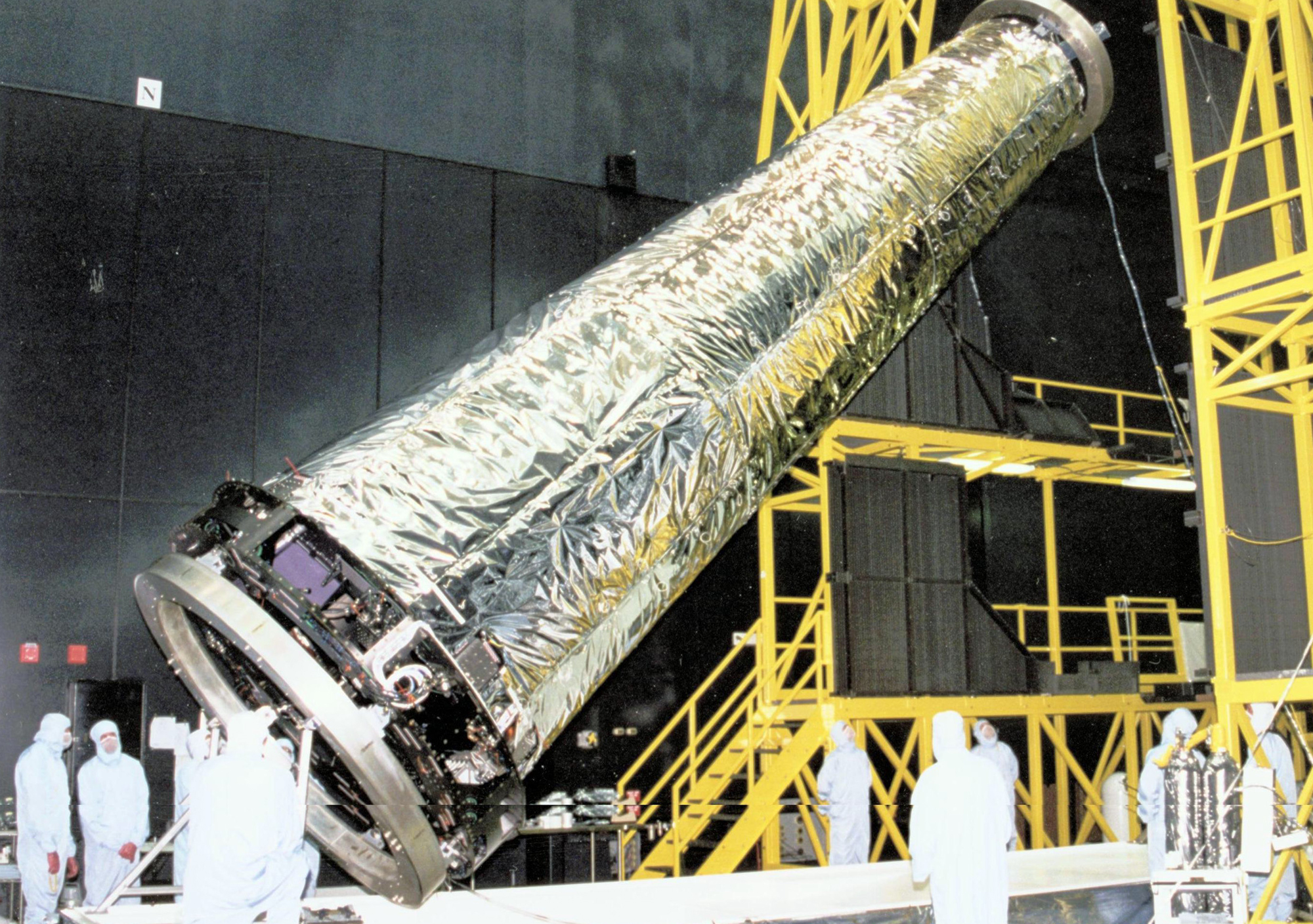
L'observatoire rayons X Chandra en cours d'assemblage.

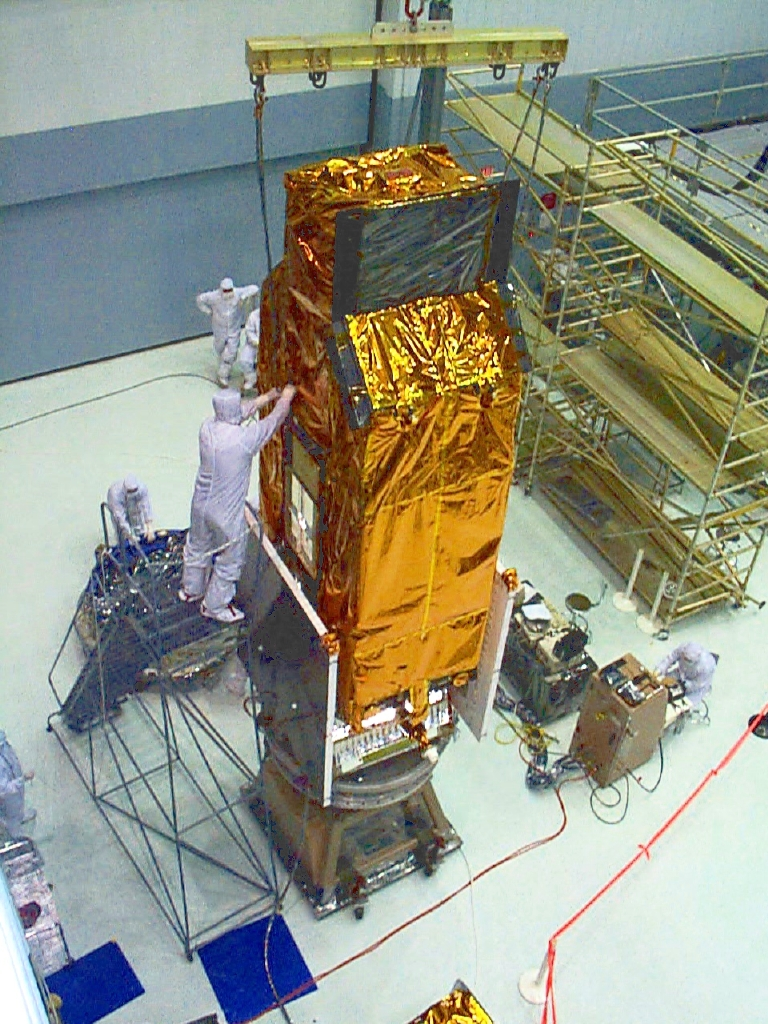
Le télescope ultraviolet FUSE.

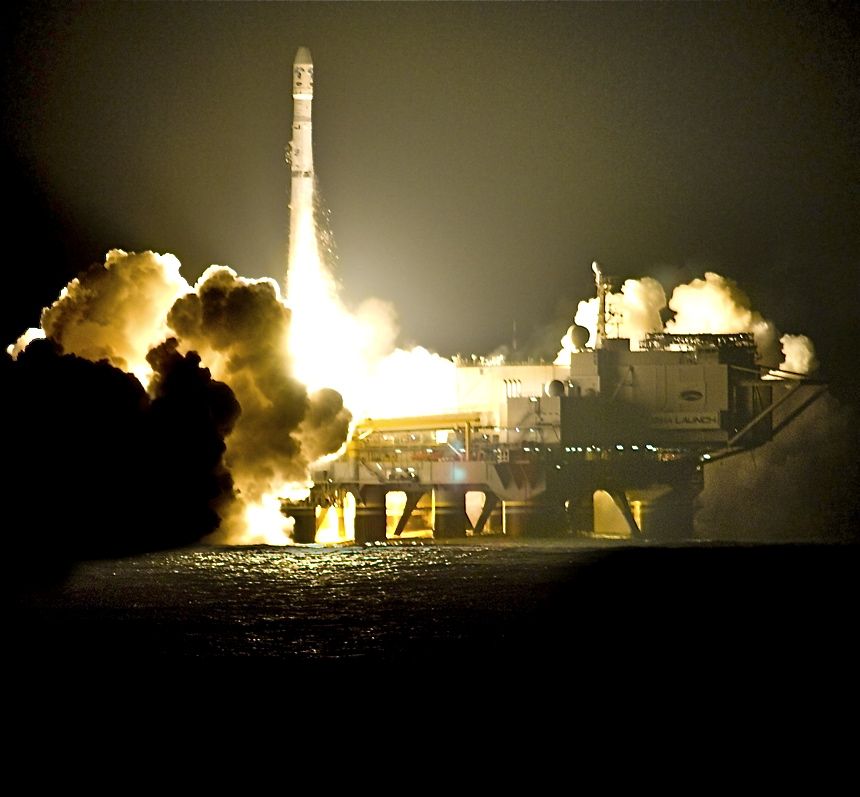
Tir du lanceur Zenit-3SL depuis la plateforme Odysseus.

78 lancements  d'engins spatiaux ont lieu en 1999 dont une dizaine pour le déploiement de constellation de  satellites de télécommunications en orbite basse. L'année est marquée par le lancement des deux gros télescopes spatiaux, XMM-Newton et Chandra, destinés à l'observation des rayons X et par la perte de la sonde martienne Mars Polar Lander qui contribue à remettre en cause la stratégie du  « plus vite, mieux et moins cher » de la NASA.

### Exploration du système solaire
La NASA lance en 1999 deux sondes spatiales :
- Mars Polar Lander est une sonde spatiale qui doit se poser dans la région de Planum Australe, près du pôle Nord de la planète Mars. Cet atterrisseur fixe doit étudier la météorologie martienne, son climat, de mesurer les quantités d'eau et de dioxyde de carbone, afin de localiser d'éventuels réservoirs aquifères. L'objectif est de mieux connaître les changements climatiques de l'histoire martienne, sur le court et le long terme. La sonde spatiale transporte également deux pénétrateurs expérimentaux Deep Space 2 largués depuis l'orbite et destinés à recueillir des données sur le sol de la planète. Les communications avec Mars Polar Lander furent perdues lors de sa rentrée atmosphérique en décembre 1999. Cet échec, dont les causes sont attribuées sans certitude à une erreur de logiciel, contribuent à remettre en cause le mot d'ordre de la NASA « plus vite, mieux et moins cher » qui prévaut à l'époque dans le programme d'exploration du système solaire américain.
- Stardust est une mission interplanétaire qui a pour objectif de ramener sur Terre des échantillons de la queue de la comète 81P/Wild ainsi que des poussières interstellaires. Stardust sera la première mission à ramener un échantillon d'un corps céleste autre que la Lune.

### Télescopes spatiaux
Cinq télescopes spatiaux sont lancés en 1999 dont deux engins - Chandra et XMM-Newton -  vont jouer un rôle majeur dans l'étude du rayonnement X au cours des deux décennies suivantes :
- Chandra est un télescope spatial à rayons X développé par la NASA. Grâce à son optique de type Wolter associée à une longueur focale de 10 mètres, sa résolution angulaire descend sous la seconde d'arc dans la gamme de rayons X mous (0,1-10 keV) pour laquelle il a été conçu et sa résolution spectrale dépasse 1000 dans la bande 0.08 – 0.2 keV. Le télescope de 4,8 tonnes dispose de deux instruments situés au point focal : le spectromètre imageur ACIS et la caméra à haute résolution HRC. Placé sur une orbite haute elliptique de 16 000 × 133 000 kilomètres qui permet de longues périodes d'observation continues, Chandra est utilisé pour étudier à travers les rayons X émis  différents objets célestes et processus tels que l'évolution conjointe des trous noirs supermassifs et des galaxies, la nature de la matière et de l'énergie noire, la structure interne des étoiles à neutrons, l'évolution des étoiles massives, les protonébuleuses planétaires et l'interaction des exoplanètes avec leur étoile. Chandra fait partie du programme des Grands observatoires de la NASA lancé à la fin des années 1980.
- XMM-Newton est un  observatoire spatial destiné à l'observation des rayons X mous  (0,1 à 12 keV) développé par l'Agence spatiale européenne. Cet observatoire de grande taille combine à l'époque de son lancement une sensibilité spectroscopique exceptionnelle, une bonne résolution angulaire et un large champ d'observation. Le télescope est constitué de trois optiques Wolter montées en parallèle ayant chacune une surface collectrice de 1 500 cm2 à 1 keV et une longueur focale de 7,5 m. Deux instruments analysent les photons collectés : le spectro-imageur EPIC et le spectromètre à haute résolution RGS. Enfin un télescope optique (OM) indépendant permet d'associer les sources X découvertes à leur équivalent optique. XMM-Newton est utilisé notamment pour étudier toutes les sources des rayons X mous telles que la formation des étoiles au sein des  pouponnières d'étoiles, les mécanismes qui conduisent à la formation des amas de galaxies, les processus liés à la présence des trous noirs supermassifs au cœur des galaxies, la distribution de la matière noire. XMM-Newton est la deuxième « pierre angulaire » du programme spatial scientifique européen Horizon 2000.
- Le télescope spatial FUSE de la NASA est utilisé pour produire des spectres électromagnétiques dans le domaine de l’ultraviolet lointain (de 90 à 120 nanomètres). Ces mesures ont permis notamment d’évaluer le rapport deutérium/hydrogène caractéristique importante du modèle cosmologique, de mesurer les caractéristiques et la distribution des gaz chauds de la Voie lactée ainsi que de l'hydrogène moléculaire présent dans l'espace interstellaire.
- Le petit télescope télescope spatial infrarouge WIREde la NASA lancé le 5 mars 1999 a pour objectif  de balayer en quatre mois l'ensemble du ciel en mettant l'accent sur les galaxies à sursaut de formation d'étoiles et les protogalaxies. À la suite d'une erreur de conception de l'électronique de l'engin, le couvercle protégeant l'optique est éjecté prématurément et l'hydrogène à l'état solide chargé de refroidir les capteurs du télescope, exposé à la lumière de la Terre s'évapore rapidement. Pour rentabiliser au moins en partie le télescope le satellite a été reconverti dans une mission d'astérosismologie (étude de l'oscillation des étoiles). La mission primaire de WIRE sera remplie par le télescope WISE lancé fin 2009.
- ABRIXAS est un petit  télescope spatial observant les rayons X durs développé par l'agence spatiale allemande DLR pour détecter 10 000 nouvelles sources de rayons X dans la gamme d'énergie 0,5-10 keV à l'aide de 7 miroirs de type Wolter 1 comportant chacun 27 coques. Le satellite placé en orbite le 28 avril 1999 par une fusée Cosmos est immédiatement tombé en panne à la suite d'un dysfonctionnement du système d'alimentation des batteries.

### Autres satellites scientifiques
- Terra (EOS AM-1) est un gros (plus de 4 tonnes) satellite scientifique de recherche lancé par la NASA dont l'objectif est de collecter des données sur l'environnement terrestre et son évolution.  C'est le premier et principal satellite du programme Earth Observing System (EOS) qui regroupe un ensemble de satellites de la NASA chargés de collecter des données sur de longues périodes sur la surface de la Terre, la biosphère, l'atmosphère terrestre et les océans de la Terre.
- TERRIERS est  un   petit satellite scientifique du Programme Explorer de la NASA  destiné à l'étude l'ionosphère. Immédiatement après son lancement le satellite est victime d'une défaillance de son système de contrôle d'attitude qui  met un terme à la mission sans produire de résultats scientifiques.
- QuikSCAT (Quick Scatterometer) est un satellite d'observation terrestre qui fournit des informations sur la vitesse et la direction des vents sur les océans au NOAA. Il est l'engin de secours destiné à fournir les informations manquantes à la suite de la perte des données du diffusiomètre de la NASA, (NSCAT) perdu en juin 1997.  Cette mission spatiale fait partie du programme Earth Observing System.
- Ørsted est le premier satellite artificiel scientifique danois. Il mesure le champ magnétique terrestre et de ses variations.
- ACRIMSAT est un des 21 satellites scientifiques du programme Earth Observing System de la NASA. Le radiomètre ACRIM3 embarqué sur le satellite mesure l'irradiance du Soleil, c'est-à-dire la quantité d'énergie émise par celui-ci qui fluctue en fonction du cycle solaire.

### Programme spatial habité
Shenzhou 1 est le premier vol  du programme spatial habité chinois Shenzhou. L'objectif est de valider le fonctionnement du vaisseau Shenzou qui est lancé sans équipage.

### Lanceurs
Les lanceurs suivants volent pour la première fois en 1999 : 
- Dnepr est un  lanceur ukrainien développé par reconversion du missile balistique intercontinental soviétique R-36. Il permet de placer environ 4,5 tonnes en orbite basse.
- Longue Marche 2F est le lanceur chinois utilisé pour placer en orbite le vaisseau Shenzhou du programme spatial habité. Il dérive directement du lanceur Longue Marche 2E dont il se différencie par des propulseurs d'appoint supplémentaires et une tour de sauvetage chargée de propulser le vaisseau et l'équipage loin de la fusée en cas de défaillance de celle-ci.
- Longue Marche 4B est une version de la  Longue Marche 4B équipée d'un troisième étage plus puissant.
- Zenit-3SL est un lanceur ukrainien dérivé de la fusée soviétique Zenit-2 avec un troisième étage Bloc D et une nouvelle coiffe développé par Boeing. Il est commercialisé par une société internationale Sea Launch créée pour la circonstance et dirigée par Boeing. Celle-ci vise le lancement des satellites de télécommunications en orbite géostationnaire. Le nouveau lanceur est tiré depuis une plateforme maritime mobile basée en Californie du sud  qui est positionnée à chaque lancement près de l'équateur.

Les lanceurs Athena II et H-II effectuent leur dernier vol en 1999.

## Programmes spatiaux nationaux

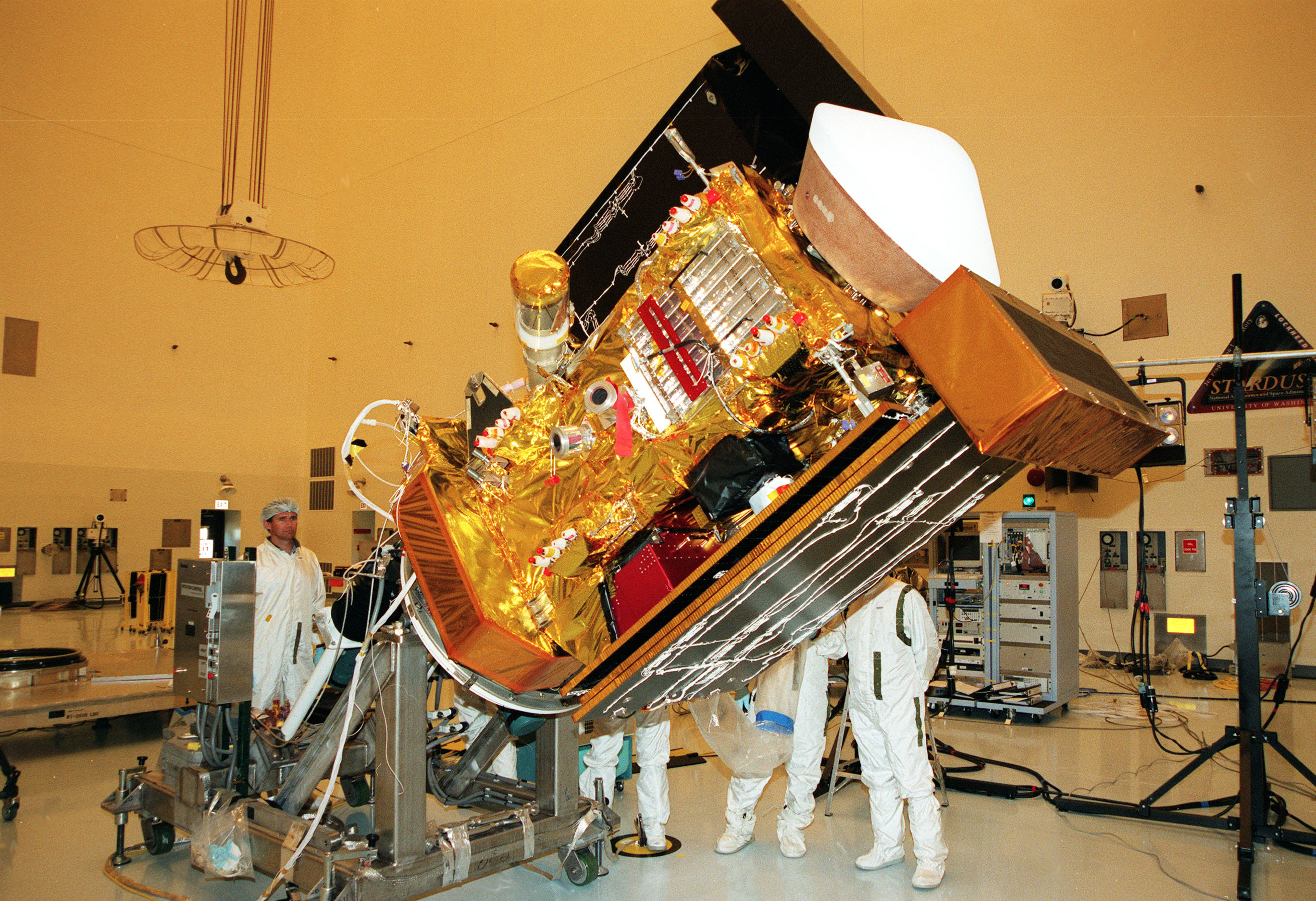
Stardust durant les tests finaux.
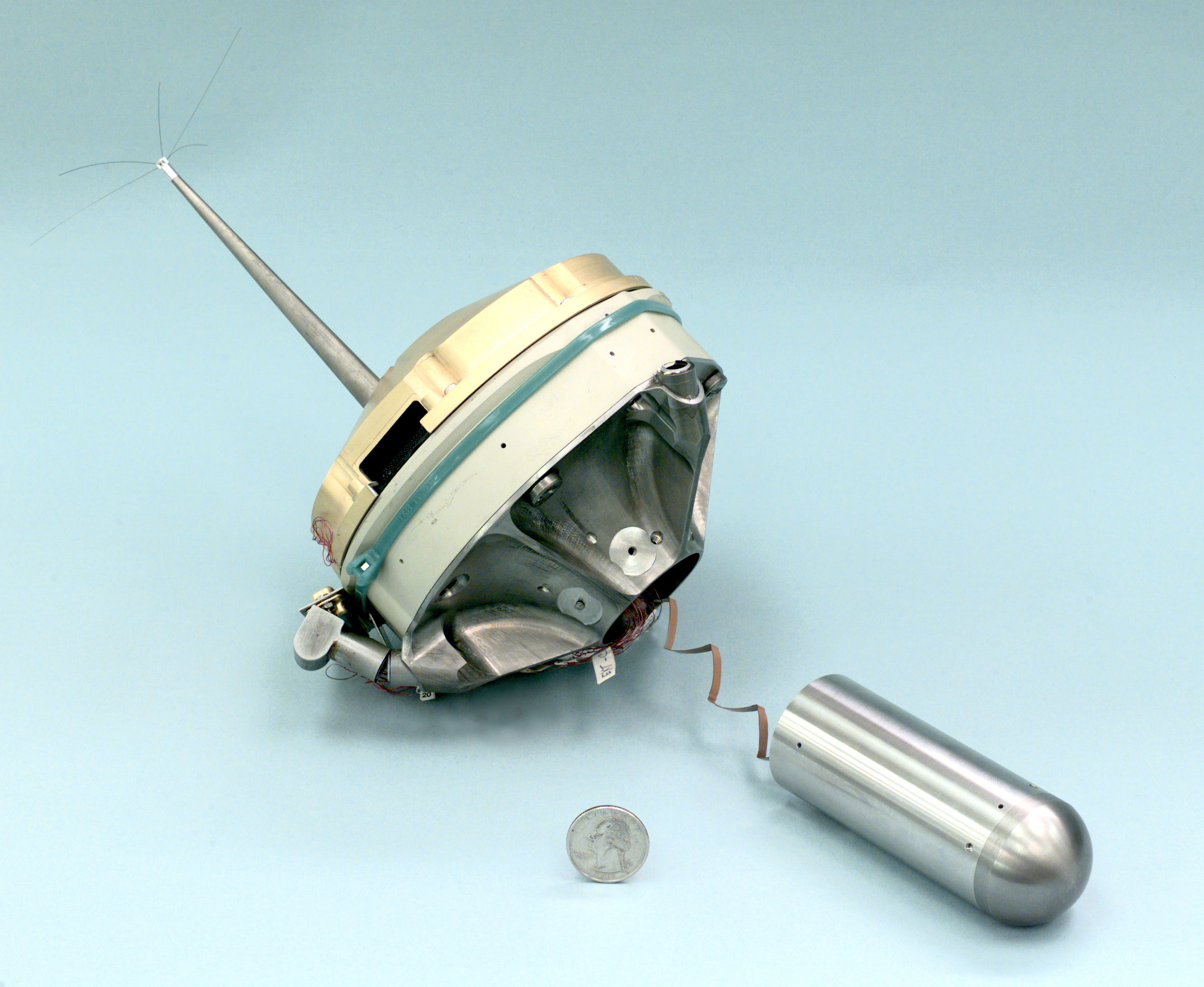
Pénétrateur Deep Space 2 embarqué par la sonde martienne Mars Polar Lander

## Activité spatiale détaillée

### Chronologie

#### Janvier
| Date            | Lanceur           | Base de lancement | Type                  | Charge utile                        | Notes                                                                              |
| 3 janvier 1999  | Delta II 7425-9.5 | Cape Canaveral    | Orbite héliocentrique | Mars Polar Lander, Deep Space 2 x 2 | Sonde spatiale devant atterrir sur Mars (Mars Polar Lander), Pénétrateurs martiens |
| 27 janvier 1999 | Athena-I          | Cape Canaveral    | Orbite basse          | Formosat-1                          | Observation de la Terre                                                            |

#### Février
| Date            | Lanceur             | Base de lancement | Type                   | Charge utile          | Notes                                                                          |
| 7 février 1999  | Delta II 7426-9.5   | Cape Canaveral    | Orbite héliocentrique  | Stardust              | Prélèvement de poussières interplanétaires                                     |
| 9 février 1999  | Soyouz-U-PVB / Ikar | Baïkonour         | Orbite basse           | Globalstar x 4        | Satellites de télécommunications                                               |
| 15 février 1999 | Proton-K/DM-2M      | Plessetsk         | Orbite géostationnaire | Telstar 6             | Satellite de télécommunications                                                |
| 16 février 1999 | Atlas IIAS          | Cape Canaveral    | Orbite géostationnaire | JCSAT 6               | Satellite de télécommunications                                                |
| 20 février 1999 | Soyouz-U-PVB        | Plessetsk         | Orbite basse           | Soyouz TM-29          | Relève équipage station spatiale                                               |
| 23 février 1999 | Delta II 7920-10    | Vandenberg        | Orbite héliosynchrone  | ARGOS, Ørsted         | Satellite technologique militaire (ARGOS), Étude du champ magnétique terrestre |
| 26 février 1999 | Ariane 4 4L         | Kourou            | Orbite géostationnaire | Arabsat 3A, Skynet 4E | Satellites de télécommunications                                               |
| 28 février 1999 | Proton-K/DM-2       | Plessetsk         | Orbite géostationnaire | Raduga Globus-1       | Satellite de télécommunications militaires                                     |

#### Mars
| Date         | Lanceur             | Base de lancement         | Type                   | Charge utile   | Notes                            |
| 5 mars 1999  | Pegasus XL          | L-1011, Vandenberg        | Orbite polaire         | WIRE           | Télescope infrarouge             |
| 15 mars 1999 | Soyouz-U-PVB / Ikar | Baïkonour                 | Orbite basse           | Globalstar x 4 | Satellites de télécommunications |
| 21 mars 1999 | Proton-K / DM-2M    | Plessetsk                 | Orbite géostationnaire | AsiaSat 3S     | Satellite de télécommunications  |
| 28 mars 1999 | Zenit-3SL           | plate-forme Ocean Odyssey | Orbite haute           |                | Test de la plateforme Odyssey    |

#### Avril
| Date          | Lanceur             | Base de lancement | Type                   | Charge utile   | Notes                                                           |
| 2 avril 1999  | Soyouz-U-PVB        | Plessetsk         | Orbite basse           | Progress M-41  | Ravitaillement station spatiale                                 |
| 2 avril 1999  | Ariane 4 2P         | Kourou            | Orbite géostationnaire | INSAT-2E (en)  | Satellite de télécommunications                                 |
| 9 avril 1999  | Titan 402B/IUS      | Cape Canaveral    | Orbite géostationnaire | DSP 19?        | Satellite d'alerte avancée ; Échec du lancement                 |
| 12 avril 1999 | Atlas IIAS          | Cape Canaveral    | Orbite géostationnaire | Eutelsat W3    | Satellite de télécommunications                                 |
| 15 avril 1999 | Soyouz-U-PVB / Ikar | Baïkonour         | Orbite basse           | Globalstar x 4 | Satellites de télécommunications                                |
| 15 avril 1999 | Delta II 7920-10    | Vandenberg        | Orbite héliosynchrone  | Landsat 7      | Observation de la Terre                                         |
| 21 avril 1999 | Dnepr               | Plessetsk         | Orbite basse           | UoSAT-12       | Satellite technologique                                         |
| 27 avril 1999 | Athena-II           | Vandenberg        | Orbite polaire         | Ikonos 1       | Observation de la Terre ; Échec du lancement                    |
| 28 avril 1999 | Cosmos-3M           | Kapoustine Iar    | Orbite basse           | ABRIXAS,...    | Télescope rayons X                                              |
| 30 avril 1999 | Titan 401B/Centaur  | Cape Canaveral    | Orbite géostationnaire | Milstar 3      | Satellite de télécommunications militaires ; Échec du lancement |

#### Mai
| Date        | Lanceur                     | Base de lancement      | Type                   | Charge utile               | Notes                                                           |
| 5 mai 1999  | Delta II 8930               | Cape Canaveral         | Orbite géostationnaire | Orion 3                    | Satellite de télécommunications militaires ; Échec du lancement |
| 10 mai 1999 | Longue Marche 4B            | Taiyuan                | Orbite héliosynchrone  | Feng-Yun 1C, SJ            | Satellite météorologique (Feng-Yun), Satellite technologique    |
| 18 mai 1999 | Pegasus XL / HAPS           | L-1011, Vandenberg     | Orbite polaire         | TERRIERS                   | Étude de l'ionosphère                                           |
| 20 mai 1999 | Proton-K / DM-2M            | Plessetsk              | Orbite géostationnaire | Nimiq                      | Satellite de télécommunications                                 |
| 22 mai 1999 | Titan 404B                  | Vandenberg             | Orbite moyenne         | MISTY                      | Satellite de reconnaissance                                     |
| 26 mai 1999 | PSLV                        | Satish Dhawan          | Orbite polaire         | TUBSAT, Oceansat-1         | Satellite technologique (TUBSAT), Observation de la Terre       |
| 27 mai 1999 | Navette spatiale américaine | Centre spatial Kennedy | Orbite basse           | Navette Discovery (STS-96) | Laboratoire Spacehab                                            |

#### Juin
| Date         | Lanceur                 | Base de lancement | Type                   | Charge utile   | Notes                            |
| 10 juin 1999 | Delta II 7420-10C       | Cape Canaveral    | Orbite basse           | Globalstar x 4 | Satellites de télécommunications |
| 11 juin 1999 | Longue Marche 2C-III/SD | Taiyuan           | Orbite basse           | Iridium x 2    | Satellite de télécommunications  |
| 18 juin 1999 | Proton-K / DM-2M        | Plessetsk         | Orbite géostationnaire | Astra 1H       | Satellite de télécommunications  |
| 20 juin 1999 | Titan;II SLV            | Vandenberg        | Orbite héliosynchrone  | QuikSCAT       | Étude des vents                  |
| 24 juin 1999 | Delta II 7320-10        | Cape Canaveral    | Orbite basse           | FUSE           | Télescope ultraviolet            |

#### Juillet
| Date            | Lanceur                     | Base de lancement      | Type                   | Charge utile                       | Notes                                                           |
| 5 juillet 1999  | Proton-K/Briz-M             | Plessetsk              | Orbite géostationnaire | Raduga Gran                        | Satellite de télécommunications militaires ; Échec du lancement |
| 8 juillet 1999  | Molnia M                    | Plessetsk              | Orbite de Molnia       | Molniya-3                          | Satellite de télécommunications                                 |
| 10 juillet 1999 | Delta II 7420-10C           | Cape Canaveral         | Orbite basse           | Globalstar x 4                     | Satellites de télécommunications                                |
| 16 juillet 1999 | Soyouz-U-PVB                | Plessetsk              | Orbite basse           | Progress M-42                      | Ravitaillement station spatiale                                 |
| 17 juillet 1999 | Zenit-2                     | Plessetsk              | Orbite polaire         | Okean-O No. 1                      | Satellite d'observation de la Terre                             |
| 23 juillet 1999 | Navette spatiale américaine | Centre spatial Kennedy | Orbite basse           | Navette Columbia (STS-93), Chandra | Télescope rayons X                                              |
| 25 juillet 1999 | Delta II 7420-10C           | Cape Canaveral         | Orbite basse           | Globalstar x 4                     | Satellites de télécommunications                                |

#### Août
| Date         | Lanceur           | Base de lancement | Type                   | Charge utile      | Notes                             |
| 12 août 1999 | Ariane 4 2P       | Kourou            | Orbite géostationnaire | Telkom 1          | Satellites de télécommunications  |
| 17 août 1999 | Delta II 7420-10C | Cape Canaveral    | Orbite basse           | Globalstar x 4    | Satellites de télécommunications  |
| 18 août 1999 | Soyouz-U-PVB      | Plessetsk         | Orbite basse           | Iantar-4K2 Kobalt | Satellite de reconnaissance       |
| 26 août 1999 | Cosmos-3M         | Plessetsk         | Orbite basse           | Parus             | Satellite de navigation militaire |

#### Septembre
| Date              | Lanceur             | Base de lancement | Type                   | Charge utile     | Notes                                              |
| 4 septembre 1999  | Ariane 4 2P         | Kourou            | Orbite géostationnaire | Koreasat 3       | Satellite de télécommunications                    |
| 6 septembre 1999  | Proton-K/DM-2M      | Plessetsk         | Orbite géostationnaire | Yamal-101 et 102 | Satellites de télécommunications                   |
| 9 septembre 1999  | Soyouz-U-PVB        | Plessetsk         | Orbite basse           | Foton No. 12     | Expériences microgravité avevc véhicule de rentrée |
| 22 septembre 1999 | Soyouz-U-PVB / Ikar | Baïkonour         | Orbite basse           | Globalstar x 4   | Satellites de télécommunications                   |
| 23 septembre 1999 | Atlas IIAS          | Cape Canaveral    | Orbite géostationnaire | EchoStar V       | Satellite de télécommunications                    |
| 24 septembre 1999 | Athena II           | Vandenberg        | Orbite polaire         | Ikonos 1         | Observation de la Terre                            |
| 25 septembre 1999 | Ariane 4 4LP        | Kourou            | Orbite géostationnaire | Telstar 7        | Satellite de télécommunications                    |
| 26 septembre 1999 | Proton-K/DM-2M      | Plessetsk         | Orbite géostationnaire | LMI 1            | Satellite de télécommunications                    |
| 28 septembre 1999 | Soyouz-U-PVB        | Plessetsk         | Orbite héliosynchrone  | Resurs-F-1M      | Observation de la Terre                            |

#### Octobre
| Date            | Lanceur             | Base de lancement         | Type                   | Charge utile     | Notes                                                |
| 7 octobre 1999  | Delta II 7925-9.5   | Cape Canaveral            | Orbite moyenne         | GPS IIR-3        | Satellite de navigation                              |
| 10 octobre 1999 | Zenit-3SL           | Plate-forme Ocean Odyssey | Orbite géostationnaire | DirecTV-1R       | Satellite de télécommunications                      |
| 14 octobre 1999 | Longue Marche 4B    | Taiyuan                   | Orbite polaire         | ZY, ... 1        | Satellite d'observation de la Terre                  |
| 18 octobre 1999 | Soyouz-U-PVB / Ikar | Baïkonour                 | Orbite basse           | Globalstar x 4   | Satellites de télécommunications                     |
| 19 octobre 1999 | Ariane 4 4LP        | Kourou                    | Orbite géostationnaire | Orion 2          | Satellites de télécommunications                     |
| 27 octobre 1999 | Proton-K / DM-2     | Plessetsk                 | Orbite géostationnaire | Ekspress-A No. 1 | Satellite de télécommunications ; Échec du lancement |

#### Novembre
| Date             | Lanceur             | Base de lancement | Type                   | Charge utile   | Notes                                                                          |
| 13 novembre 1999 | Ariane 4 4LP        | Kourou            | Orbite géostationnaire | GE-4           | Satellite de télécommunications                                                |
| 15 novembre 1999 | H-II                | Tanegashima       | Orbite géostationnaire | MTSAT          | Satellite de télécommunications, navigation, météorologie ; Échec du lancement |
| 19 novembre 1999 | Longue Marche 2F    | Jiuquan           | Orbite basse           | Shenzhou 1     | Test vaisseau spatial habité, 1er vol du lanceur et du vaisseau                |
| 22 novembre 1999 | Soyouz-U-PVB / Ikar | Baïkonour         | Orbite basse           | Globalstar x 4 | Satellites de télécommunications                                               |
| 23 novembre 1999 | Atlas IIA           | Cape Canaveral    | Orbite géostationnaire | UFO F/O F10    | Satellite de télécommunications militaires                                     |

#### Décembre
| Date             | Lanceur                     | Base de lancement      | Type                   | Charge utile                | Notes                                                                             |
| 3 décembre 1999  | Ariane 4 0                  | Kourou                 | Orbite basse           | Helios 1B, Clémentine       | Satellite de reconnaissance optique, Satellite d'écoute électronique (Clementine) |
| 4 décembre 1999  | Pegasus XL/HAPS             | L-1011, Wallops Island | Orbite basse           | Orbcomm x 7                 | Satellites de télécommunications                                                  |
| 10 décembre 1999 | Ariane 5 G                  | Kourou                 | Orbite haute           | XMM-Newton                  | Télescope rayons X                                                                |
| 11 décembre 1999 | VLS-1                       | Alcântara              | Orbite basse           | SACI-2                      | Satellite scientifique ; Échec du lancement                                       |
| 12 décembre 1999 | Titan II SLV                | Vandenberg             | Orbite héliosynchrone  | DMSP F-15                   | Satellite météorologique militaire                                                |
| 18 décembre 1999 | Atlas IIAS                  | Vandenberg             | Orbite polaire         | Terra                       | Étude climatique                                                                  |
| 20 décembre 1999 | Navette spatiale américaine | Centre spatial Kennedy | Orbite basse           | Navette Discovery (STS-103) |                                                                                   |
| 21 décembre 1999 | Taurus 2110                 | Vandenberg             | Orbite polaire         | KOMPSAT-1; ACRIMSAT         | Satellite d'observation de la Terre, mesure de l'irradiance du Soleil (ACRIMSAT)  |
| 22 décembre 1999 | Ariane 4 4L                 | Kourou                 | Orbite géostationnaire | Galaxy 11                   | Satellite de télécommunications                                                   |
| 26 décembre 1999 | Tsiklon-2                   | Plessetsk              | Orbite basse           | US-PM-U/Konus-A             | Satellite de reconnaissance océanique                                             |
| 27 décembre 1999 | Molnia M                    | Plessetsk              | Orbite de Molnia       | Oko                         | Satellite d'alerte précoce                                                        |

## Vols orbitaux

### Par pays
| Pays       | Lancements | Succès | Échecs | Échecs partiels | Remarques |
| ---------- | ---------- | ------ | ------ | --------------- | --------- |
| Brésil     | 1          |        | 1      |                 |           |
| Chine      | 4          | 4      |        |                 |           |
| États-Unis | 31         | 27     | 4      |                 |           |
| Europe     | 10         | 10     |        |                 |           |
| Inde       | 1          | 1      |        |                 |           |
| Japon      | 1          |        | 1      |                 |           |
| Russie/CEI | 29         | 27     | 2      |                 |           |
| Ukraine    | 1          | 1      |        |                 |           |
| Total      | 78         | 70     | 8      |                 |           |

### Par lanceur
| Lanceur          | Pays       | Lancements | Succès | Échecs | Échecs partiels | Remarques                    |
| ---------------- | ---------- | ---------- | ------ | ------ | --------------- | ---------------------------- |
| Ariane 4         | Europe     | 9          | 9      |        |                 |                              |
| Ariane 5 G       | Europe     | 1          | 1      |        |                 |                              |
| Athena           | États-Unis | 3          | 2      | 1      |                 |                              |
| Atlas II         | États-Unis | 5          | 5      |        |                 |                              |
| Delta II         | États-Unis | 11         | 10     | 1      |                 |                              |
| Dnepr            | Ukraine    | 1          | 1      |        |                 |                              |
| H-II             | Japon      | 1          |        | 1      |                 |                              |
| Cosmos-3M        | Russie     | 2          | 2      |        |                 |                              |
| Longue Marche 2C | Chine      | 1          | 1      |        |                 |                              |
| Longue Marche 2F | Chine      | 1          | 1      |        |                 | Premier vol de cette version |
| Longue Marche 4B | Chine      | 2          | 2      |        |                 |                              |
| Molnia M         | Russie     | 2          | 2      |        |                 |                              |
| Navette spatiale | États-Unis | 3          | 3      |        |                 |                              |
| Pegasus XL       | États-Unis | 3          | 3      |        |                 |                              |
| Proton-K         | Russie     | 9          | 7      | 2      |                 |                              |
| PSLV             | Inde       | 1          | 1      |        |                 |                              |
| Soyouz-U         | Russie     | 12         | 12     |        |                 |                              |
| Taurus           | États-Unis | 1          | 1      |        |                 |                              |
| Titan            | États-Unis | 5          | 3      | 2      |                 |                              |
| Tsiklon-2        | Russie     | 1          | 1      |        |                 |                              |
| VLS-1            | Brésil     | 1          |        | 1      |                 |                              |
| Zenit            | Russie     | 3          | 3      |        |                 |                              |

### Par type d'orbite
| Orbite                 | Lancements | Succès | Échecs | Orbite atteinte involontairement | Remarques                                                                             |
| ---------------------- | ---------- | ------ | ------ | -------------------------------- | ------------------------------------------------------------------------------------- |
| Basse                  |            |        |        |                                  |                                                                                       |
| Moyenne                |            |        |        |                                  |                                                                                       |
| Haute                  |            |        |        |                                  | dont Molnia, orbite de transfert vers la Lune, orbite elliptique à forte excentricité |
| Géosynchrone/transfert |            |        |        |                                  |                                                                                       |
| Héliocentrique         |            |        |        |                                  | dont orbite de transfert interplanétaire                                              |

### Par site de lancement
| Site                      | Pays       | Lancements | Succès | Echecs | Echecs partiels | Remarques |
| ------------------------- | ---------- | ---------- | ------ | ------ | --------------- | --------- |
| Alcântara                 | Brésil     | 1          |        | 1      |                 |           |
| Baïkonour                 | Kazakhstan | 6          | 6      |        |                 |           |
| Cap Canaveral             | États-Unis | 16         | 13     | 3      |                 |           |
| Jiuquan                   | Chine      | 1          | 1      |        |                 |           |
| Kapoustine Iar            | Russie     | 1          | 1      |        |                 |           |
| Kennedy                   | États-Unis | 3          | 3      |        |                 |           |
| Kourou                    | France     | 10         | 10     |        |                 |           |
| Plate-forme Ocean Odyssey | Norvège    | 2          | 2      |        |                 |           |
| Plessetsk                 | Russie     | 21         | 19     | 2      |                 |           |
| Satish Dhawan             | Inde       | 1          | 1      |        |                 |           |
| Taiyuan                   | Chine      | 3          | 3      |        |                 |           |
| Tanegashima               | Japon      | 1          |        | 1      |                 |           |
| Vandenberg                | États-Unis | 11         | 10     | 1      |                 |           |
| Wallops Island            | États-Unis | 1          | 1      |        |                 |           |

## Survols et contacts planétaires
| Date | Sonde spatiale | Événement | Remarque |
| ---- | -------------- | --------- | -------- |
|      |                |           |          |

### Sources
- (en) Jonathan McDowell, « Jonathan's Space Report », Jonathan's Space Page
- (en) Gunter Krebs, « Chronology of Space Launches », Gunter's Space Page